# Гра в правду (фільм)
«Гра в правду» — російський художній фільм, режисера і сценариста Віктора Шамірова, що вийшов в 2013 році.

## Зміст
Троє колишніх однокурсників збираються на квартирі побалакати під горілочку і згадати юність. Хвацький бізнесмен Марк поривається видзвонити дівчаток, але не знаходить підтримки у друзів: автодилер Геннадій швидше за звичкою зберігає вірність дружині, а господар квартири — фізик і невдаха Анатолій — підготував для всіх сюрприз. Він запрошує в гості зірку їхнього курсу Майю, в яку всі троє були закохані 20 років тому. Розмова на чотирьох не клеїться, поки не починається гранично відверта гра в правду. Друзі дізнаються один про одного те, чого, можливо, воліли б не знати. Чи витримають їхні стосунки перевірку правдою?

## Ролі
| Актор             | Роль                 |
| ----------------- | -------------------- |
| Ірина Апексімова  | Майя Ковалевська     |
| Гоша Куценко      | Анатолій Мішин       |
| Костянтин Юшкевич | Геннадій             |
| Дмитро Мар'янов   | Марк Борисович Шахін |

## Нагороди та номінації
- 2013 — «Меридіани Тихого», Владивосток
  - Приз глядацьких симпатій за найкращий російський фільм Гран-прі «Меридіанів Тихого» отримав сінгапурський фільм [Архівовано 27 січня 2020 у Wayback Machine.]

## Знімальна група
- Режисер-постановник — Віктор Шаміров
- Сценаристи — Віктор Шаміров, Гоша Куценко, Дмитро Мар'янов
- Продюсери — Тимур Бекмамбетов, Андрій Новіков, Гоша Куценко
- Композитор — Володимир Підгорецький